# Шорманов, Муса
Муса Шорманов (каз. Мұса Шорманұлы; 1819 26 декабря — 1884) — казахский общественный и государственный деятель, старший султан.

## Биография
Происходит из рода каржас племени аргын. Родился в 1818 году в семье известного бия Шормана. Получил начальное образование у аульного муллы. В 1833 году становится волостным управителем Кулеке-Каржасской волости. В 1841 — заседатель Баянаульского окружного приказа. В 1854 году избирается ага-султаном Баянаульского округа. В 1855 впервые посещает Петербург, в следующем году вместе с другими представителями казахской знати участвует на похоронах Николая I и коронации Александра II.
Побывавший в 1860-х в Баянауле Anatole Jaunez-Sponville, провёл у Мусы Шорманова несколько дней и в статье Chez les Kirghis журнале Парижского географического общества описывая султанов и их происхождение, говорит о Шорманове как о "самом влиятельном султане Среднего жуза".
Старший султан избирается на три года и может быть переизбран; несмотря на то что чаще всего он избирается из знати, он может выходит из чёрной кости. Султан Муса, у которого я провёл несколько дней и который, на данный момент, является самым влиятельным и сильным в Средней Орде, выходит из второй группы.Anatole Jaunez-Sponville, Bulletin de la Société de géographie. Chez les Kirghis, 1865
Le grand sultan est choisi à l'éléction pour trois and et rééligible ; bien que pris le plus souvent dans la caste noble, il peut sortir de la classe dite à os noirs. Le sultan Moussa, chez lequel j'ai passé quelques jours, et qui est, en ce moment,le plus influent et le plus puissant de la horde moyenne, sort de la dernière classe de la nation.
Умер 26 декабря 1884 году в Омске во время рабочей поездки. Похоронен в урочище Аккелин.

## Семья
- Отец — Шорман Кушикулы, известный бий, первый старший султан Баянаульского внешнего округа;
- Сестра — Зейнеп, жена Чингиса Валиханова, мать Чокана Валиханова.
- Брат - Иса, известен тем, что был среди всех братьев самым зажиточным скотовладельцем;
- Брат — Мустафа, волостной Кулеке-Каржасской волости. Известен своей враждой с Жаяу Мусой;
- Брат — Аужан, родной дед академика Кемаля Акишева;
- Сын: Шорманов, Садуакас Мусаулы